# Лупша де Сус (Мехединци)
Лупша де Сус (рум. Lupșa de Sus) насеље је у Румунији у округу Мехединци у општини Броштени. Oпштина се налази на надморској висини од 244 m.

## Становништво
Према подацима из 2002. године у насељу је живело 539 становника, од којих су сви румунске националности.